# 小松駅
小松駅（こまつえき）は、石川県小松市八日市町・土居原町にある、西日本旅客鉄道（JR西日本）・IRいしかわ鉄道の駅である。事務管コードは▲541442。
本項では、かつて存在した北陸鉄道の小松駅や、尾小屋鉄道の新小松駅（しんこまつえき）についても記述する。

## 歴史
官設鉄道北陸線（現在の北陸本線）が福井駅から当駅まで延伸開業したのに伴い、石川県内初の鉄道駅として開業した。北陸本線時代は特急列車の大半が停車していた。また、普通列車は当駅で半数ほどが金沢方面へ折り返しており、金沢方面へは日中でも1時間に2本ある。北陸新幹線金沢駅 - 敦賀駅間の開業後は、停車駅のひとつとなった。また、新幹線開業後の在来線は、JR西日本からIRいしかわ鉄道に移管された。

### 年表

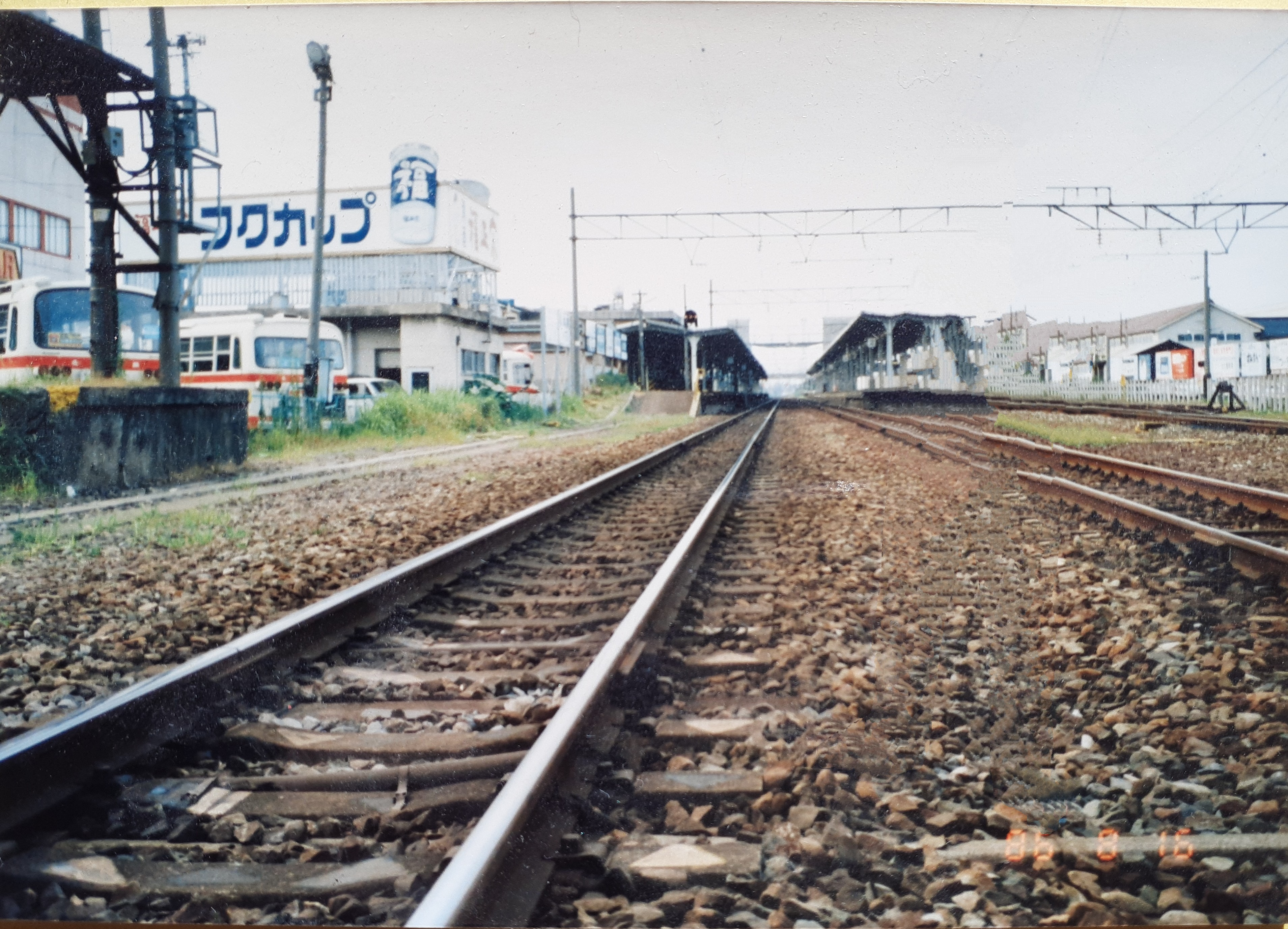
地平駅時代の国鉄小松駅構内
（1986年8月、踏切上より撮影）

- 1897年（明治30年）9月20日：官設鉄道北陸線 福井駅 - 当駅間延伸開業に伴い[4][5]、終着駅として開設（一般駅）[6]。石川県内で初の鉄道駅。
- 1898年（明治31年）4月1日：官設鉄道北陸線 当駅 - 金沢駅間延伸開業に伴い、途中駅となる。
- 1909年（明治42年）10月12日：国有鉄道線路名称制定に伴い、官設鉄道北陸線 米原駅 - 魚津駅間が北陸本線となる。当駅も北陸本線所属駅となる[7][8]。
- 1932年（昭和7年）10月22日：町内で発生した火災が駅舎に及び焼失[9]。
- 1949年（昭和24年）6月1日：日本国有鉄道法施行に伴い、日本国有鉄道（国鉄）に継承。
- 1962年（昭和37年）12月10日：北陸本線 粟津駅 - 当駅間が複線化[10]。
- 1963年（昭和38年）
  - 4月4日：北陸本線 福井駅 - 当駅 - 金沢駅間が交流電化[7]。
  - 9月27日：北陸本線 当駅 - 松梨信号場間が複線化。松梨信号場は廃止。
- 1966年（昭和41年）4月12日：2代目駅舎に改築[11]。
- 1983年（昭和58年）5月23日：石川県で開催された全国植樹祭に昭和天皇が行幸。和倉温泉駅発、小松駅着でお召し列車が運行[12]。
- 1984年（昭和59年）2月1日：貨物の取扱を廃止[6]。旅客駅となる[6]。
- 1986年（昭和61年）11月1日：荷物の取扱を廃止[6]。
- 1987年（昭和62年）4月1日：国鉄分割民営化に伴い、西日本旅客鉄道（JR西日本）に継承[6]。
- 1997年（平成9年）10月4日：高架化工事着工[13]。
- 2002年（平成14年）11月18日：高架化事業が完成[13][14][15]、3代目の現駅舎に改築。
- 2017年（平成29年）
  - 4月1日：自動改札機の使用開始[16][17]。
  - 4月15日：ICカード「ICOCA」の利用が可能になる[16][18][19][20][21]。
- 2019年（令和元年）9月17日：北陸新幹線建設に伴い、東口広場を閉鎖（2022年まで）。同時に東口のバスのりばをこまつアズスクエアの東側に移設[22]。
- 2020年（令和2年）11月9日：北陸新幹線小松駅新築工事着工[23][24][25]。
- 2024年（令和6年）3月16日：北陸新幹線の金沢駅 - 敦賀駅間延伸開業に伴い、新幹線小松駅が開業。また北陸本線のIRいしかわ鉄道への移管に伴い、在来線小松駅を同社へ移管。

## 駅構造

### JR西日本
相対式ホーム2面2線を持つ高架駅であり、東口は白山をイメージした外観に仕上げられた。コンコースには県産木材を用い、ホームは白山の眺望を引き出すべく、一部のホームドアも含めガラス張りとなっている。
みどりの窓口設置の直営駅。

#### のりば
| のりば | 路線       | 方向 | 行先           |
| ------ | ---------- | ---- | -------------- |
| 11     | 北陸新幹線 | 上り | 金沢・東京方面 |
| 12     | 北陸新幹線 | 下り | 敦賀方面       |

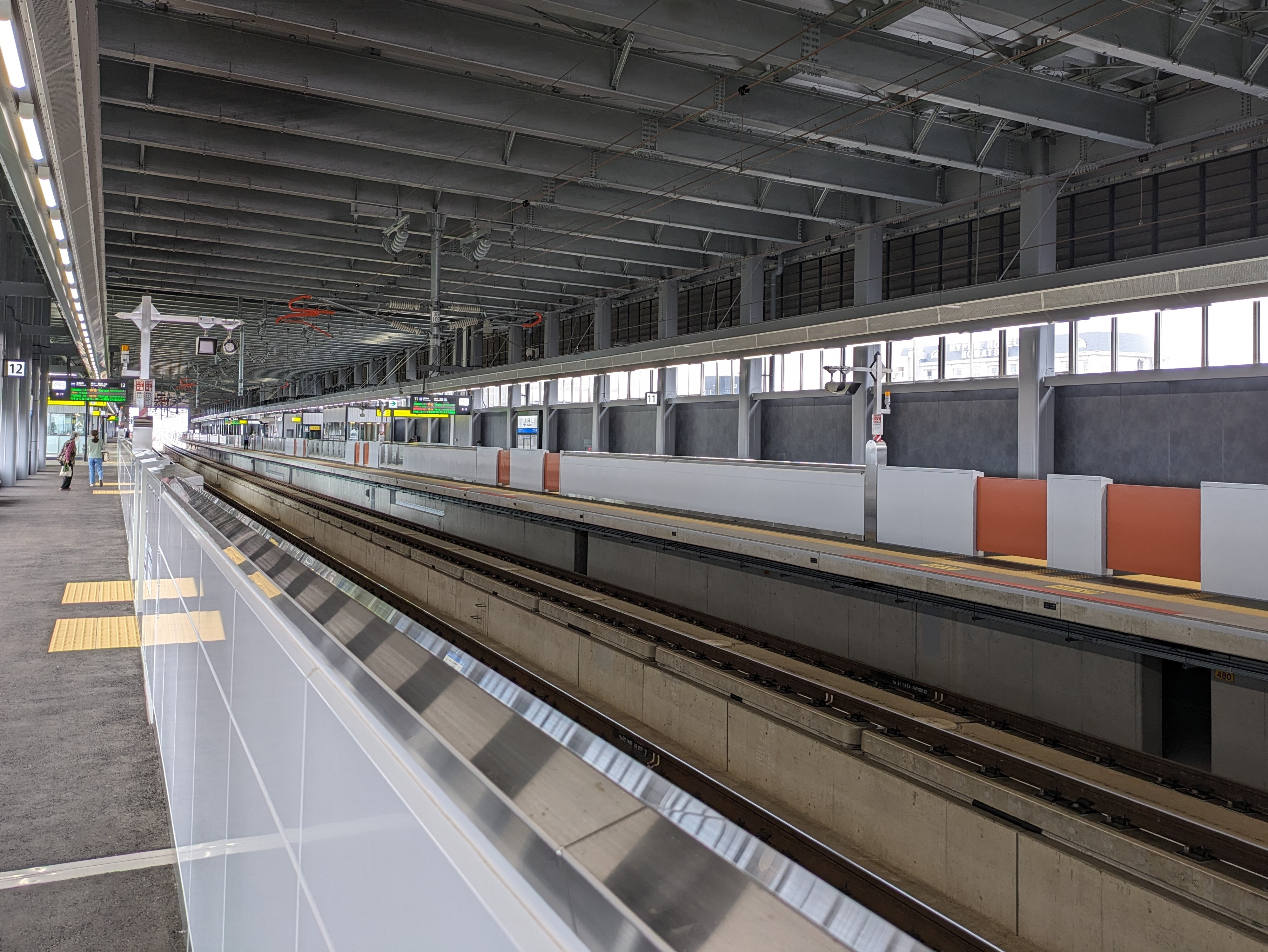
ホーム（12番のりば）
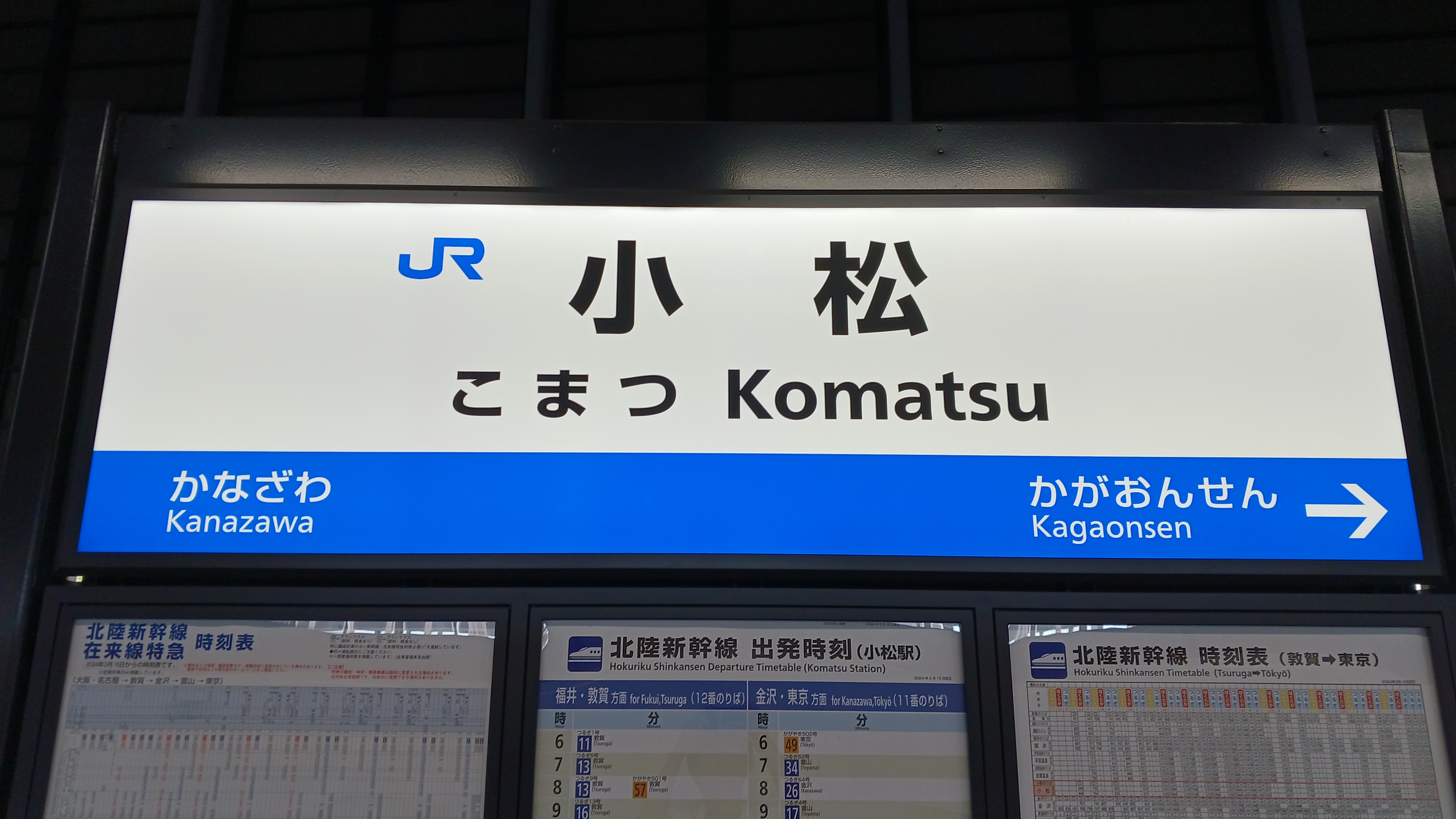
北陸新幹線ホームの駅名標

### IRいしかわ鉄道
単式ホーム1面1線と島式ホーム1面2線、計2面3線のホームを有する高架駅。

#### のりば
| のりば | 路線              | 方向 | 行先                        |
| ------ | ----------------- | ---- | --------------------------- |
| 1      | ■IRいしかわ鉄道線 | 下り | 金沢方面                    |
| 2      | ■IRいしかわ鉄道線 | 上下 | 大聖寺・福井方面 / 金沢方面 |
| 3      | ■IRいしかわ鉄道線 | 上り | 大聖寺・福井方面            |

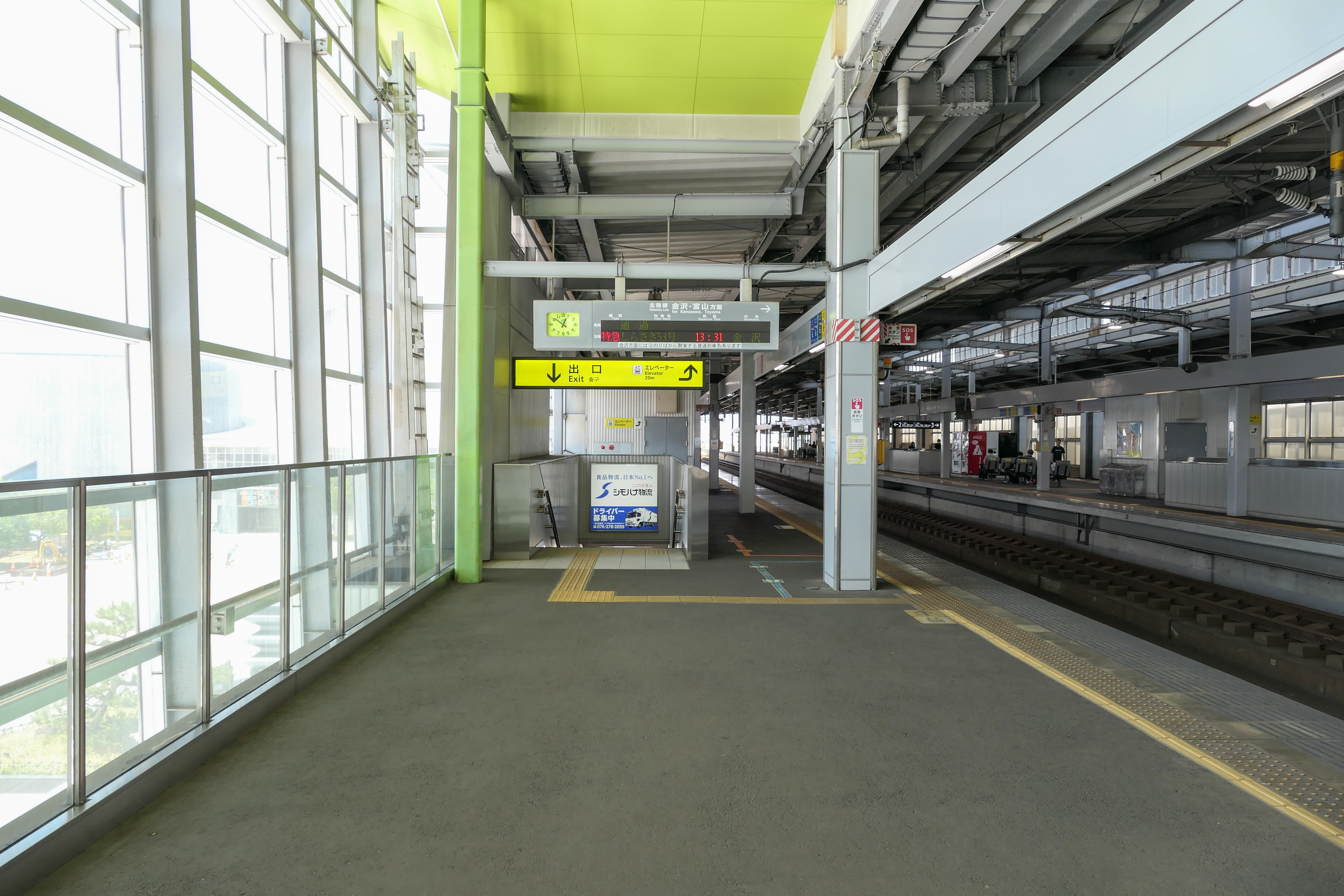
1番のりば
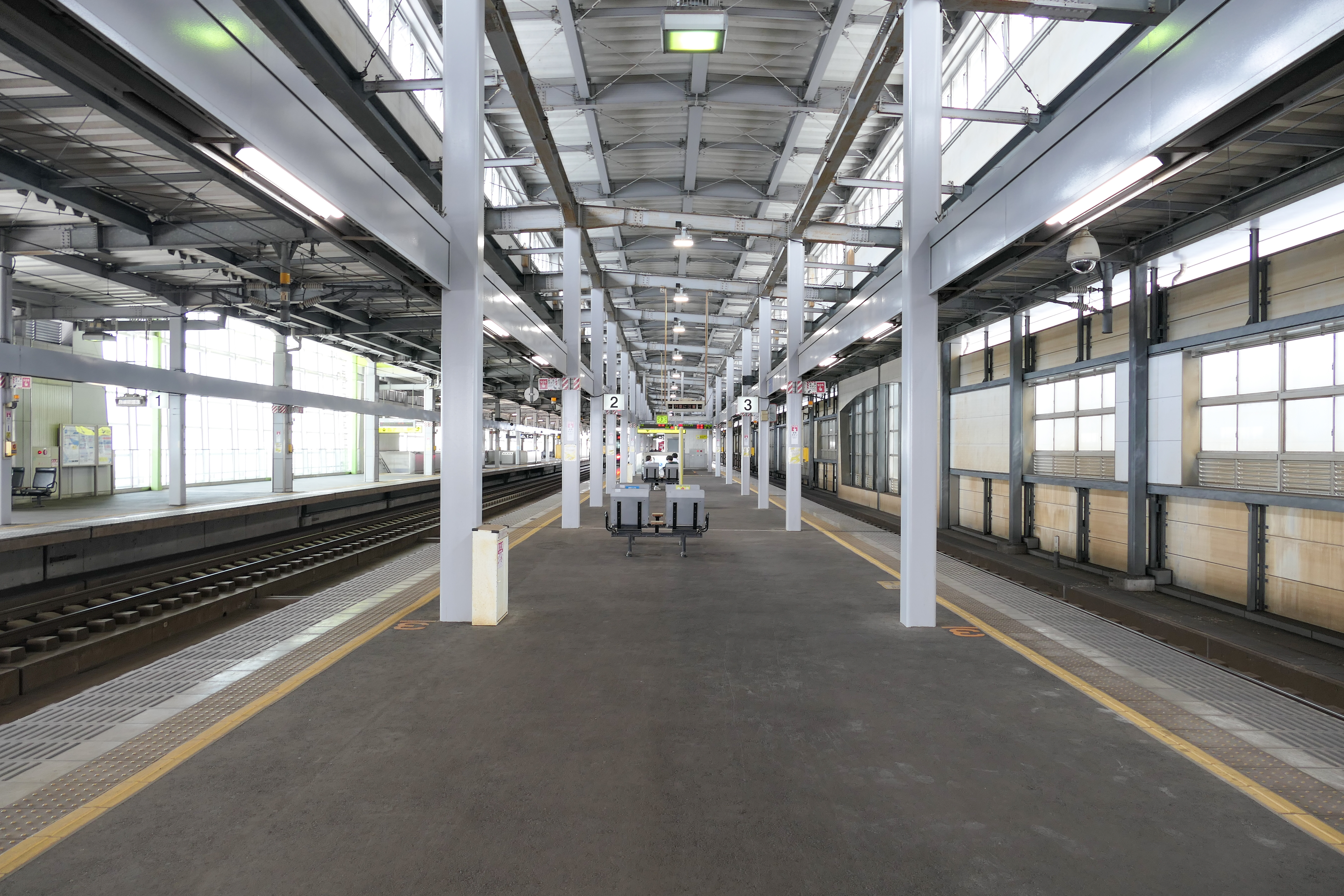
2・3番のりば
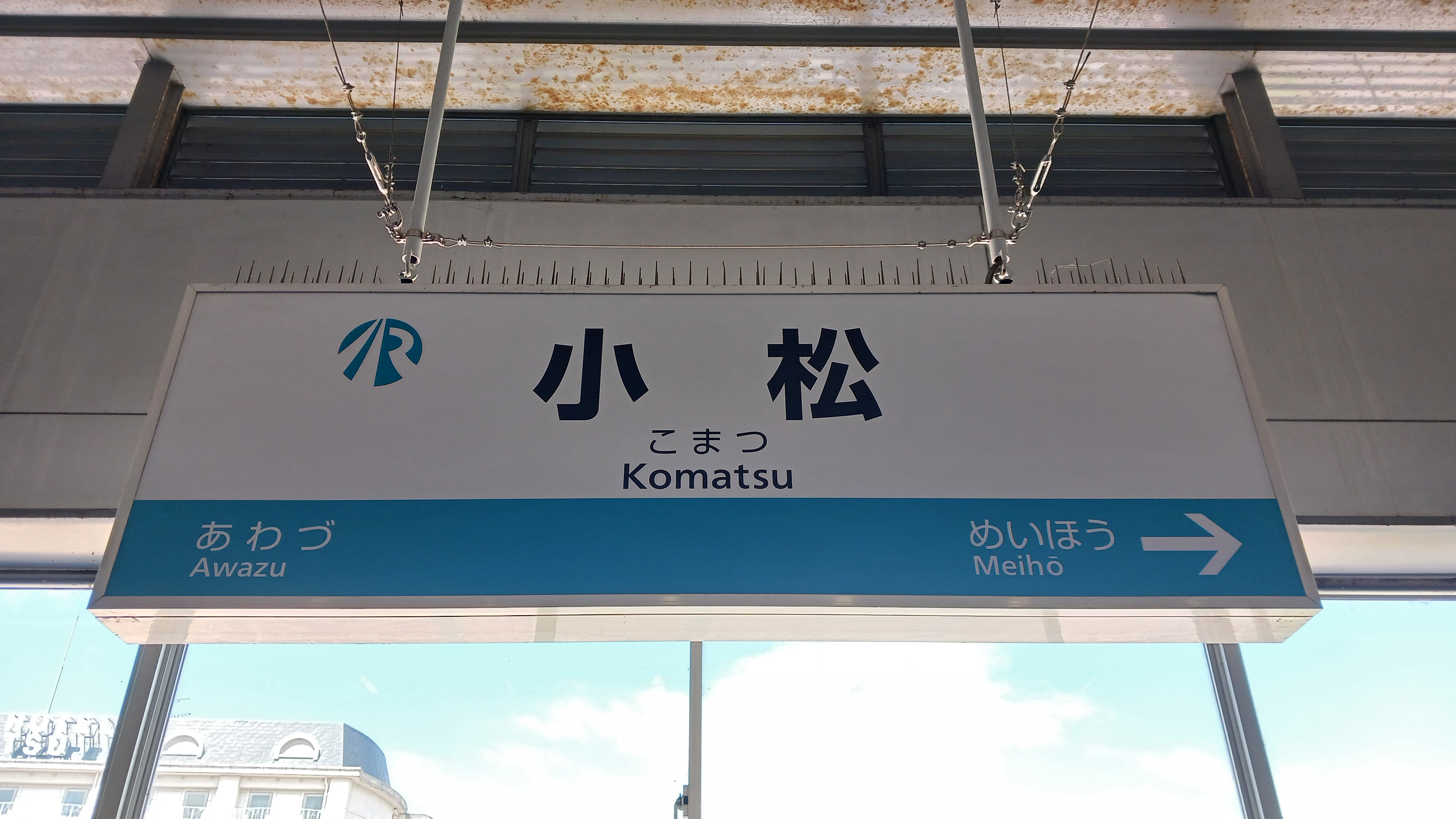
IRいしかわ鉄道線　駅名標

- 2番のりばは上下待避線として使用するため、両方向の列車が発着する。

## 利用状況
2021年（令和3年）度の1日平均乗車人員は3,282人である。石川県内の主要鉄道駅では乗客数が金沢駅、津幡駅に次いで3位にのぼる。2023年（令和5年）度の北陸新幹線の1日当たりの利用者数は7,398人。
「石川県統計書」および「小松市統計書」によると、近年の1日平均乗車人員の推移は下表のとおりとなっている。
| 年度               | 1日平均 乗車人員 |
| ------------------ | ---------------- |
| 1995年（平成07年） | 4,977            |
| 1996年（平成08年） | 4,772            |
| 1997年（平成09年） | 4,537            |
| 1998年（平成10年） | 4,464            |
| 1999年（平成11年） | 4,323            |
| 2000年（平成12年） | 4,138            |
| 2001年（平成13年） | 4,044            |
| 2002年（平成14年） | 3,955            |
| 2003年（平成15年） | 4,078            |
| 2004年（平成16年） | 4,049            |
| 2005年（平成17年） | 4,085            |
| 2006年（平成18年） | 4,183            |
| 2007年（平成19年） | 4,199            |
| 2008年（平成20年） | 4,209            |
| 2009年（平成21年） | 3,941            |
| 2010年（平成22年） | 3,893            |
| 2011年（平成23年） | 3,901            |
| 2012年（平成24年） | 3,922            |
| 2013年（平成25年） | 3,985            |
| 2014年（平成26年） | 3,825            |
| 2015年（平成27年） | 4,002            |
| 2016年（平成28年） | 4,110            |
| 2017年（平成29年） | 4,329            |
| 2018年（平成30年） | 4,535            |
| 2019年（令和元年） | 4,483            |
| 2020年（令和02年） | 3,123            |
| 2021年（令和03年） | 3,282            |

## 駅周辺

### 高架下施設
- 小松市民交流プラザ「The MAT’S」
- Komatsuスケートパーク
- こまつ820ステーション（待合室）
- Komatsu 九（ナイン）

コンビニや飲食店、観光交流センターなどが入居する複合施設。フードエリアが2023年6月1日に先行開業し、9月18日にグランドオープンした。

### 西口側
- こまつアズスクエア

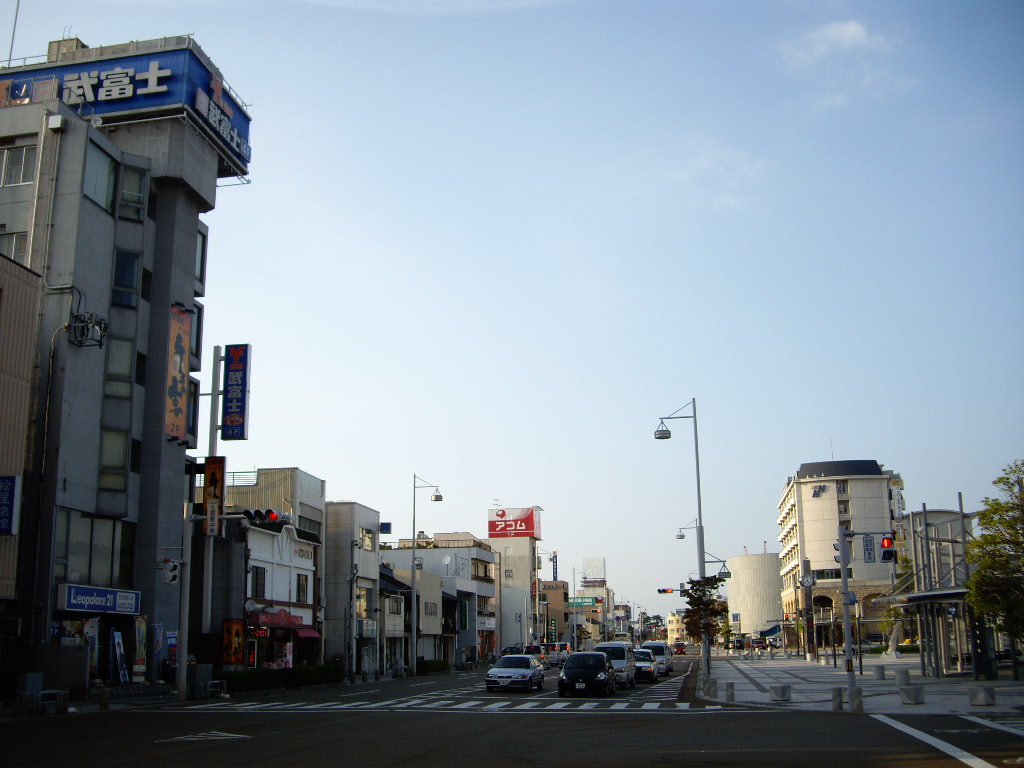
土居原中央交差点から見た小松駅西口付近

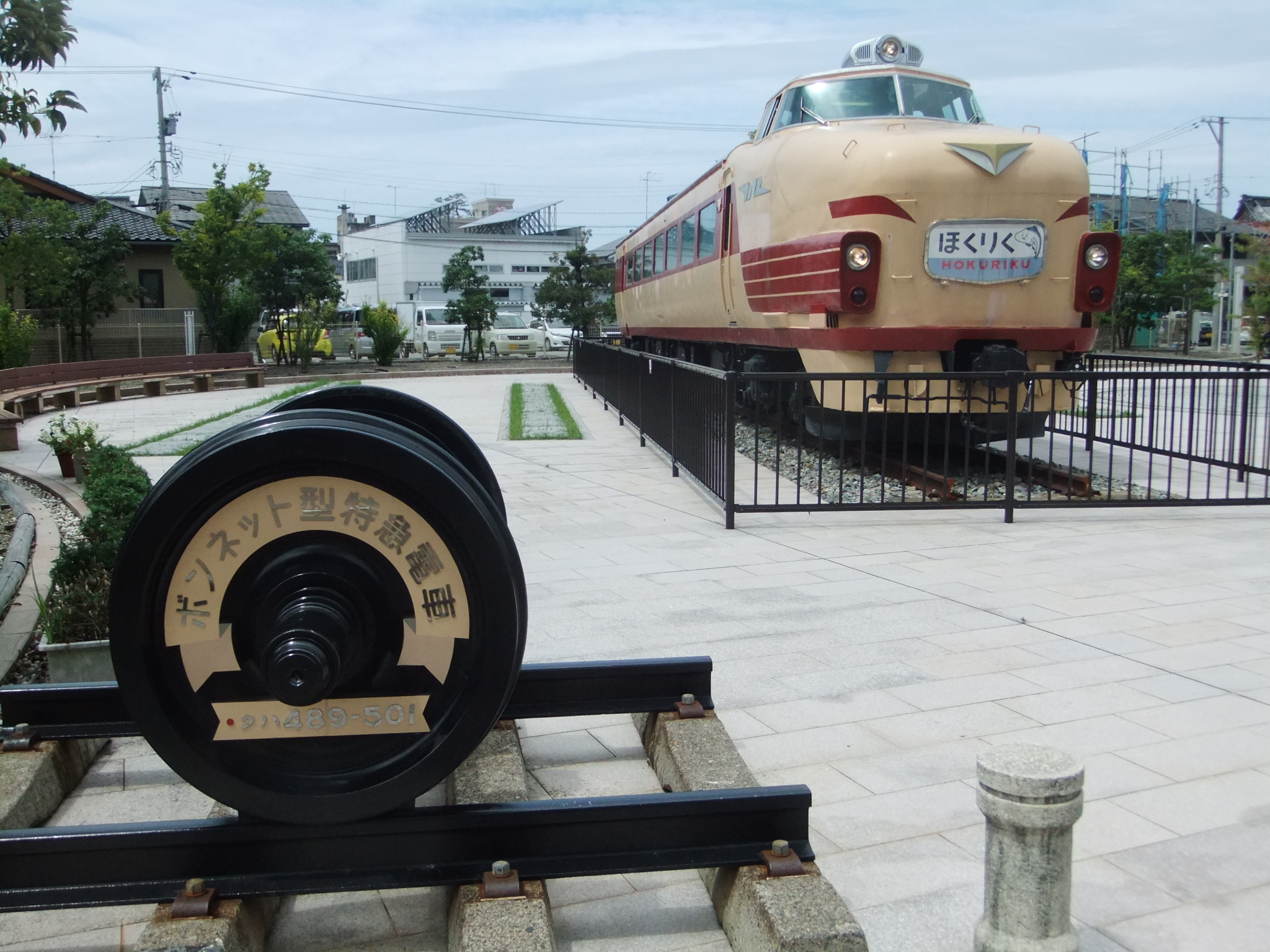
土居原ボンネット広場

  - ホテルや公立小松大学、育児支援施設などが入る複合施設で、2017年12月1日オープン。2010年閉店した小松大和跡地を再開発した[37]。
- ロータリー（バス停留所、一般車・タクシー乗降場）
- 小松市営駐車場
- 石川県小松市團十郎芸術劇場うらら
- こまつ曳山交流館みよっさ
- 市民広場
- 土居原ボンネット広場
- マルエー 土居原店
- アルビス 小松城南店

### 東口側
- 変なホテル石川小松駅前
  - エイチ・アイ・エスグループのH.I.S.ホテルホールディングスが運営するホテル。2020年12月24日に開業した（公式サイトも参照）[38][39]。
- 小松製作所こまつの杜（コマツウェイ総合研修センタ・わくわくコマツ館）
- サイエンスヒルズこまつ
- 小松村田製作所
- 小松郵便局
- 石川県小松合同庁舎
- 小松日の出合同庁舎
- 小松駅東地区複合ビル（建設予定）
  - 北陸電力が建設予定の9階建て複合ビル。 公立小松大学大学院のキャンパスや多目的ホール、ホテル、飲食店、北陸電力のオフィスなどが入居予定。2022年8月に着工し、2024年春の北陸新幹線小松駅開業に合わせて完成させる予定であったが、コロナ禍による計画の見直しのため着工が1年延期され、完成は2025年10月の予定。[40]

## バス路線
主に駅西口ターミナルから発着する。
1990年代前半頃まで北陸鉄道バスが主流だったが、その後の路線移管などにより北鉄加賀バス（旧小松バス）の路線がメインである。

### 西口広場
北鉄加賀バス
- 空港連絡線（小松空港行）
- 安宅線
- 粟津線
- 小杉線
- ハニベ線
- 尾小屋線
- 大杉線
- 国府線
- 佐美線
- 月津線
- 麦口線

北鉄白山バス
- 佐野線

小松市コミュニティバス（日本海観光バスへ運行を委託）
- 北コース（ブルーこまち）
- 南コース（オレンジこまち）
- 木場潟線

### 小松駅南バスのりば
前述のとおり、2019年に北陸新幹線建設のため東口にあったバスのりばはこまつアズスクエア東側の「小松駅南バスのりば」に移設となっている。
高速バス
- 福井・加賀・小松・金沢 - 池袋・新宿・TDL線（WILLER EXPRESS）
- 小松・金沢・富山 - 海老名・町田・横浜線（コネクトライナー）
- 小松・金沢・富山 - 新宿・横浜線（JAMJAMライナー）
- 小松・金沢・富山 - 東京・TDL線（JAMJAMライナー）
- 小松・加賀・福井・武生・敦賀 - 東京・TDL線（中日本ツアーバス）

シャトルバス（送迎バス）
- イオンモール新小松
- JAIST Shuttle小松線（北陸先端科学技術大学院大学） - 予約制（学生・教職員以外は教職員を通じての予約が必要）
- 金沢競馬場・三国競艇場・福井競輪場 - いずれも新型コロナウイルス感染症の感染防止のため無期限で運休となっている。

## 隣の駅
西日本旅客鉄道（JR西日本）
 北陸新幹線
金沢駅 - 小松駅 - 加賀温泉駅
IRいしかわ鉄道
■IRいしかわ鉄道線
■快速
粟津駅 - 小松駅 - 能美根上駅
■普通
粟津駅 - 小松駅 - 明峰駅

## 北陸鉄道 小松駅

### 概要
小松線の始発駅で、国鉄の東側に位置し、車庫と乗務区が置かれていた。駅舎正面には「北鉄電車　鵜川遊泉寺行」と表示していた。一部文献・ウェブサイトでは「新小松駅」と表記されているものがあるが、開業から廃止まで一貫して「小松駅」である。

### 歴史

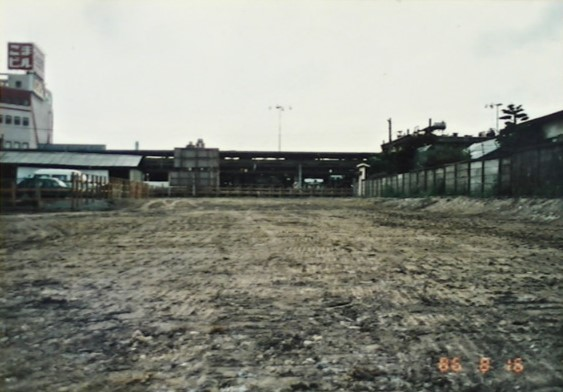
北陸鉄道小松線 小松駅跡 1986年8月。
廃止後約2か月半にして全ての駅施設が取り払われ、更地になった。

- 1907年（明治40年）11月：遊泉寺銅山専用鉄道小松駅 - 鉱山口駅間開通。
- 1929年（昭和4年）5月15日：白山電気鉄道小松駅 - 遊泉寺駅間開業に伴い開設[43]。
- 1937年（昭和12年）11月4日：白山電気鉄道が小松電気鉄道に社名変更。
- 1945年（昭和20年）7月20日：戦時統合に伴い、小松電気鉄道が路線を北陸鉄道に譲渡[46]、同社小松線となる[43]。
- 1986年（昭和61年）6月1日：北陸鉄道小松線廃止に伴い廃駅[43][46]。

### 駅構造
路線の規模にしては大きな木造駅舎を持ち、留置線と車庫線が各1本と、車庫線からスイッチバックする形で短い留置線があった。ホームは1面1線だが、1960年代の一時期は南側の留置線にも板張りのホームを設けていたことがあった。国鉄とは線路がつながっておらず、車両を転属させる際にはその都度仮線を敷設していた。国鉄の駅舎・ホームとは地下道で連絡していたが、北鉄側には独自の出入口はなく、鵜川遊泉寺方面からの電車を降りて尾小屋鉄道の新小松駅へ行くには一旦国鉄の駅を出て踏切を渡る必要があった。また当駅に隣接する小松製作所の従業員専用の出入口があり、定期券所持者に限って通行が認められていた。

### 乗車券の取り扱い
乗車券は国鉄の出札口で発売していたが、1970年代後半には小松線専用の自動券売機が、国鉄線用の券売機群とは離れた場所（正面入り口入ってすぐの柱付近）に設置されていた。小松線の乗車券では鵜川遊泉寺行きが発車する10分前くらいにならないと国鉄の改札を通してもらえなかった。国鉄から乗り継ぐ場合には当駅の改札口で国鉄の乗車券を回収し、目的地までの運賃を支払って「運賃精算済証」と記された乗車券大の券片を受け取っていた。降車時には当駅までの乗車券は検認のみ行なって国鉄の改札で回収していたが、当駅では国鉄の乗車券の発売を行っていなかったため、北陸本線の列車に乗り継ぐ場合には国鉄の車内で車掌から購入、もしくは着駅で精算する必要があった。

### 廃止後
廃止後間もなくしてすべての施設が撤去され、しばらく更地になった後、東口駅前広場になるまでは駐車場となっていた。連絡地下道は小松線の廃止後に閉鎖されていたが、高架化の前に仮設の東口が開設された際には一時的に復活していた。

### 隣の駅
北陸鉄道
小松線
小松駅 - 沖駅

## 尾小屋鉄道 新小松駅

### 歴史
- 1920年（大正9年）
  - 5月10日：尾小屋鉱山鉱山鉄道の西大野駅 - 新小松駅間開業に伴い開設[48]。
  - 6月11日：尾小屋鉱山の鉱山鉄道が横山鉱業部へ譲渡され、横山鉱業部鉄道となる[49]。
- 1929年（昭和4年）7月2日：横山鉱業部鉄道が尾小屋鉄道に譲渡[48][50]。
- 1977年（昭和52年）3月20日：尾小屋鉄道廃止に伴い廃駅[48]。

### 隣の駅
尾小屋鉄道
新小松駅 - 西吉竹駅